# Mirha-Soleil Ross
Pour les articles homonymes, voir Ross.
Mirha-Soleil Ross est une vidéaste, artiste de la performance, travailleuse du sexe et militante transgenre québécoise née en 1969. Depuis le début des années 1990, son travail à Montréal et à Toronto se dédie aux droits des personnes trans, à l'accès aux ressources, à la défense des travailleuses du sexe et aux droits des animaux.

## Biographie
Ross grandit dans un quartier pauvre de la Rive-Sud de Montréal, au Québec, au sein d'une famille francophone majoritairement analphabète. Adolescente pendant les années 1980, elle prend conscience de la maltraitance animaleet devient végétarienne tout en s'impliquant au sein de groupes militants pour les droits des animaux. Au début des années 1990, Ross quitte Montréal pour s'installer à Toronto, où elle devient travailleuse du sexe et entame sa production de fanzines et de vidéos.

## Parcours artistique et militant

### gendertrash from hell
De 1993 à 1995, Ross et sa partenaire Xanthra Phillippa MacKay publient gendertrash from hell, un fanzine trimestriel qui « [donne] une voix aux personnes genderqueers, qui ont été dissuadées de s'exprimer et de communiquer entre elles » [traduction]. Ensemble, elles gèrent la maison d'édition du fanzine, genderpress, qui publie également d'autres brochures et publications transsexuelles, en plus de correspondre avec des organismes locaux et de vendre des macarons.
Adoptant un format de fanzine standard, gendertrash combine art, poésie, listes de ressources, séries de fiction, appels à l'action, petites annonces, illustrations, collages et critiques de films. Produit par et pour les personnes transsexuelles, transgenres et travesties, le fanzine aborde les expériences de genre tant au niveau individuel que sociétal et donne la priorité aux travailleuses du sexe, aux homosexuels à faible revenu, aux personnes trans de couleur ainsi qu'aux prisonniers. Les articles traitent fréquemment de l'effacement des transsexuels des communautés lesbiennes, gays, bisexuelles et queer (LGBTQ) et de la cooptation des identités et des problèmes trans par ces mêmes communautés. Quatre numéros de gendertrash ont été publiés jusqu'à sa dernière parution en 1995.

### Art performance
En 2002 et en 2004, Ross réalise un one-woman show, Yapping Out Loud: Contagious Thoughts from an Unrepentant Whore basé sur son expérience dans l'industrie du sexe et son activisme, présenté respectivement au Mayworks Festival of Working People and the Arts et au Buddies in Bad Times Theatre. Le spectacle vise à éduquer le public sur les problèmes auxquels sont confrontées les travailleuses du sexe et à réfuter les stéréotypes contribuant à la violence à leur encontre. Inspiré par l'organisation américaine de travailleuses du sexe Call Off Your Old Tired Ethics (COYOTE), Yapping Out Loud incorpore les intérêts militants de Ross pour les droits des animaux à travers la figure du coyote, dont l'oppression est mis en parallèle avec celle vécue par les travailleuses du sexe. Entre 2001 et 2002, elle performe une grossesse de neuf mois, apparaissant en public avec une prothèse abdominale pour susciter des discussions sur le genre, la maternité et la possibilité de greffes d'utérus pour les personnes trans.

### Counting Past 2
En 1997, 1998 et 1999, Ross dirige Counting Past 2 (CP2), un festival de films, de vidéos, de performances et de créations orales transsexuels et transgenres qui offre un espace permettant aux personnes transsexuelles et transgenres de parler d'elles-mêmes sans se conformer aux normes esthétiques ou à la curiosité des publics cisgenres. Le festival met à l'avant plan les voix des personnes trans et présente des œuvres moins raffinées, souvent exclues des festivals de cinéma gai et lesbien traditionnels, et inclut des éléments de cabaret et de performance plutôt que de se limiter uniquement aux films. Parmi les artistes participants figurent Aiyyana Maracle et Max Wolf Valerio. En 2002, le festival revient sous la direction de Boyd Kodak et Cat Grant après une interruption de deux ans. Dans une entrevue menée par Viviane Namaste en 2007, Ross déclare que la tentative de créer des espaces culturels trans comme CP2 en dehors des milieux lesbien et gai s'est soldée par un échec et déplore la disparition et l'assimilation de ces espaces par la communauté LGBT.

### Travail social
Au cours des années 1990 et au début des années 2000, Ross fait du travail social auprès des communautés trans et des travailleuses du sexe de Toronto. En 1999, elle devient coordonnatrice fondatrice de Meal-Trans au 519 Church Street Community Centre, un programme sans rendez-vous offrant des repas et du soutien entre pairs aux personnes trans. Ross contribue à l'expansion générale des programmes trans du 519 en fournissant des services aux transsexuels séropositifs et aux travailleuses du sexe, et en démarrant des groupes de soutien par les pairs pour les hommes et les femmes trans avec son collègue Rupert Raj.
Ross et ses camarades œuvrent à améliorer l'accès aux services sociaux pour les personnes transsexuelles de Toronto, en particulier celles qui travaillent dans l'industrie du sexe, sont séropositives, à faible revenu ou immigrantes. Elle travaille auprès de refuges pour femmes, de centres communautaires et d'organisations de travailleuses du sexe comme Maggie's afin pour améliorer l'accès et éduquer les prestataires de services. En tant que travailleuse du sexe, Ross contribue à combattre les efforts des comités de résidents du village gai et d'Allan Gardens qui tentent d'expulser les travailleuses du sexe de ces quartiers.

## Œuvres
Œuvrant principalement avec le format du court métrage, les vidéos de Ross traitent du genre, de la sexualité, des droits des animaux ainsi que de l'humour et de la beauté du corps transsexuel. Ses vidéos sont distribuées par Vtape (en) à Toronto.

### Vidéographie
- 1992 : Chroniques, 12min
- 1993 : An Adventure in Tucking with Jeanne B, 5min
- 1993 : Gendertroublemakers (avec Xanthra MacKay), 20min
- 1997 : I never would have known: A conversation with Peter Dunnigan, 24min
- 1997 : Dysfunctional, 9min
- 1998 : Journée internationale de la transsexualité, 38min
- 2000 : G-SPrOuT! (avec Mark Karbusicky), 12min
- 2000 : Tales from the Derrière, 24min51sec
- 2001 : Tremblement de chair (avec Mark Karbusicky), 3min40sec
- 2001 : Madame Lauraine's Transsexual Touch (avec Viviane Namaste et Monica Forrester), 34min
- 2001 : Lullaby, 4min
- 2001 : Yapping Out Loud : Contagious Thoughts from an Unrepentant Whore (avec Mark Karbusicky), 74min
- 2001 : Proud Lives (avec Mark Karbusicky), 5min
- 2002 : Allo Performance! (avec Mark Karbusicky), 13min
- 2003 : Materstina (Langue Maternelle) (avec Mark Karbusicky), 11min40sec
- 2006 : Live eXXXpressions: Sex Workers Stand Up (avec Mark Karbusicky), 15min
- 2007 : Brandee aka Lana Lamarre (avec Mark Karbusicky) 3min
- 2008 : Les Vérités Vo(i)lées, 31min45sec

## Expositions de groupe
- 2006 : Festival Edgy Women, Studio 303, Montréal, Québec[19].
- 2018 : Queering Family Photography, Contact Festival, Galerie Stephen Bulger, Toronto, Canada[20].
- 2022 : No Master Territories: Feminist Worldmaking and the Moving Image, Maison des cultures du monde (HKW), Berlin, Allemagne[21].

## Distinctions
Ross est récipiendaire de plusieurs subventions du Conseil des Arts du Canada. Sa vidéo, Mateřština (co-réalisée avec Mark Karbusicky), a remporté le prix Marian McMahon au Images Festival (en) de 2004, à Toronto. En 2001, Ross est élue grande maréchale du défilé de la fierté de Toronto. En 2011, elle est intronisée au Q Hall of Fame du Canada.